# Henry Percy, 2. jarl af Northumberland
Henry Percy, 2. jarl af Northumberland (3. februar 1393 – 22. maj 1455) var en engelsk adelsmand og hærfører i tiden op til Rosekrigene. Han var søn af Henry "Hotspur" Percy og barnebarn af Henry Percy, 1. jarl af Northumberland. Hans far og bedstefar var blevet dræbt i forskellige oprør mod Henrik 4. i henholdsvis 1403 og 1408, og den unge Henry tilbragte sit tid som umyndig i eksil i Skotland. Først efter Henrik 4.'s død i 1413 blev han forsonet med kronen, og i 1414 blev han ophøjet til jarl af Northumberland.
I de følgende år gjorde Northumberland lejlighedsvis tjeneste med kongen i Frankrig, men hans vigtigste beskæftigelse var beskyttelsen af grænsen mod Skotland. Samtidig udviklede en fejde med Neville-familien, især med Richard Neville, jarl af Salisbury. Denne fejde blev viklet ind i konflikten mellem hertugerne af York og Somerset om kontrollen over den rigets regering. Konflikten kulminerede i det første slag under Rosekrigene ved St Albans, hvor både Somerset og Northumberland blev dræbt.

## Familiebaggrund
Henry Percy var søn af en anden Henry Percy, kendt som "Hotspur", og Elizabeth Mortimer. Elizabeth var datter af Edmund Mortimer, jarl af March og Filippa, barnebarn af Edvard 3. Hotspurs far, – den unge Henrys bedstefar, hed også Henry Percy, og i 1377 blev han den første af Percy-familien med titlen jarl af Northumberland. Både Hotspur og hans far var tidlige og aktive støtter af Henrik af Bolingbroke, som overtog tronen fra Richard 2. i 1399 og blev kong Henrik 4. De blev oprindeligt rigt belønnet, men blev snart desillusionerede over det nye styre. Hotspur gjorde oprør og blev dræbt i Shrewsbury den 21. juli 1403.
Hotspurs far, jarlen, var ikke nået frem til slaget, men der er ingen tvivl om, at han var en del af oprøret. Efter en kort tid i fængsel blev han benådet, og i juni 1404 overgav han sit barnebarn i kongens varetægt i Doncaster. I maj 1405 var jarlen imidlertid involveret i endnu et oprør. Hans planer mislykkedes, og han blev tvunget til at flygte til Skotland og tog sit barnebarn med sig. De følgende år var præget af et omrejsende liv og yderligere sammensværgelser, mens den unge Henry forblev i hertugen af Albanys varetægt. Den 19. februar 1408 blev den første jarl af Northumberland dræbt i Slaget ved Bramham Moor, hvilket efterlod den unge Henry Percy som arving til jarldømmet. Henry forblev i Skotland indtil Henrik 5.'s tronbestigelse i 1413, hvor han forsøgte at gøre krav på sin bedstefars titel. Hans sag blev hjulpet af kongens tante, Joan Beaufort, grevinde af Westmorland, der arrangerede hans ægteskab med sin datter Eleanor.  Det var i Henrik 5.'s interesse at forene sig med Percy-familien med deres enorme netværk i det nordlige England. Den 11. maj 1414 blev Henry Percy genindsat som jarl af Northumberland, efterfulgt af en formel opretning den 16. marts 1416.[b]

## I kongens tjeneste
Northumberland gjorde lejlighedsvis tjeneste i Henrik 5.'s krige i Frankrig i de følgende år. Han sluttede sig til kongen på et felttog til kontinentet i 1416 og sendte en mindre kontingent af soldater det næste år. Hans hovedopgave var imidlertid forsvaret af grænsen til Skotlamd, og den 16. december 1416 blev han udnævnt til Warden of the East March. I slutningen af august 1417 invaderede skotterne det nordlige England. Mens hertugen af Albany belejrede Berwick Castle, forsøgte jarlen af Douglas at indtage Roxburgh Castle. Percy hævede belejringen af Berwick og tvang både Albany og Douglas tilbage over grænsen. Samtidig var han også involveret i nationale politiske anliggender og fungerede som hovmester ved kroningen af Henriks dronning Katarina den 24. februar 1421.
Da Henrik 5. døde i 1422, blev Northumberland udnævnt til medlem af rådet, der var blevet udpeget til at regere mens Henrik 6. var umyndig. Han kunne have været involveret i en ambassade til Koncilet i Siena i 1423, men stadig lå hans vigtigste ansvarsområde i grænseområdet. I rådet synes han at have hørt til kredsen omkring biskop Henry Beaufort, og han fulgte Beaufort, nu kardinal, til fredsforhandlinger i Berwick i 1429. Som Warden of the East March var han konstant optaget af fredsforhandlinger og forsvar af det nordlige England, men hans indsats var konstant modarbejdet, og i 1434 fratrådte han sin stilling. Det næste år opgav Richard Neville, jarl af Salisbury, lige så frustreret over den manglende støtte fra kongemagten, sit embede som Warden of the West March. Northumberland blev udnævnt til Warden sammen med jarlen af Huntingdon over både East and West March for et år, hvor han i løbet af dette tidsrum, skønt han led nederlag til jarlen af Angus i Slaget ved Piperdean, var i stand til at afvise en belejring af Roxburgh af Jakob 1. af Skotland. I 1440 blev han endnu en gang udnævnt til Warden of the West March, og denne gang holdt han stillingen indtil sin død.

## Fejde med Neville-familien
Oprindeligt var Northumberlands forhold til den anden store nordlige familie, Neville-slægten, venskabelige. Han var allerede forbundet til Beaufort-Neville familierne gennem sit ægteskab med Eleanor Neville, og i 1426 giftede han sin søster Elizabeth til den unge Ralph Neville, 2. jarl af Westmorland. I starten af 1440'ere var Northumberland involveret i andre strider. En konflikt over land med ærkebiskoppen af York eskalerede til åben vold. Kongen greb ind på ærkebiskoppens side, skønt Northumberland forblev i kongens gunst ved hoffet. Ikke desto mindre tilbragte han mindre tid involveret i centrale anliggender i Westminster i slutningen af 1440'ere.
I begyndelsen af 1450'ere var forholdet mellem familien Percy og jarlen af Salisbury, Ralph Neville, 1. jarl af Westmorlands søn med hans anden hustru Joan Beaufort, begyndte at forværres. Det der udløste konflikten var ægteskabet mellem Salisburys søn Thomas og Maud Stanhope, niece og arving til Lord Cromwell. Ved dette ægteskab overgik Wressle Castle, som traditionelt havde været i familien Percys eje til Neville-familien. På samme tid havde Neville-Cromwell brylluppet ført Huntingdon (nu hertug af Exeter) til at slutte sig til Percy-familien sag på grund af strid om land med Cromwell. Northumberland selv, der var tæt på tres, tog ikke på det tidspunkt selv nogen skridt , men en af hans yngre sønner gjorde det. Thomas Percy var blevet ophøjet til baron Egremont i 1449, som relaterede til hans besiddelser i det Neville-dominerede amt Cumberland. Den 24. august 1453 angreb Thomas Neville-Cromwells bryllupsfest i Heworth nær York med en styrke på over 700 mand. Ingen blev dræbt i angrebet, og bryllupsgæsterne undslap uskadte.
Konflikten fortsatte dog i de følgende år. Den 8. oktober blev Northumberland og Salisbury indkaldt til hoffet og beordret til at gøre en ende på konflikten, men advarslerne blev ignoreret. I stedet samledes de deres samlede kræfter på hver deres højborg i Yorkshire Topcliffe (Percy) og Sand Hutton (Neville), kun få kilometer fra hinanden. Begge sider havde ignoreret de kongelige befalinger om at opløse deres hære, og et slag syntes uundgåeligt, men til sidst fulgte en våbenhvile, og styrkerne trak sig tilbage. Derefter, i oktober 1454, blev Thomas Percy og hans bror Richard taget til fange af Neville-tropper i et slag ved Stamford Bridge. Konflikten eskalerede og blandede sig med begivenhederne i politikken på et nationalt plan.

## På vej til borgerkrig
Utilfredsheden i England med det personlige styre under Henrik 6., der var blevet erklæret myndig i 1437, gærede. De vigtigste modstandere var Richard, hertug af York og Edmund Beaufort, hertug af Somerset. Somerset havde stor indflydelse på kongen, men efter at Henrik var blevet ude af stand til at regere på grund af psykisk sygdom i 1453, blev York udnævnt til rigsforstander i 1454. Nevilles var på dette tidspunkt tæt forbundet med York, så det naturlige valg for Northumberland var at stå på Somerset og kongens side. Der blev gjort forsøg på at forsone Northumberland og Salisbury i nord, men der blev kun gjort lidt. I december fik kongen det godt nok til at genoptage kontrollen over styret, og Yorks protektorat blev afsluttet. Med Somerset tilbage i magtens centrum syntes borgerkrig nært forestående.
I maj 1455 rejste Northumberland med kongen og Somerset afsted til et stort rådsmøde i Leicester, da gruppen blev afskåret af York og Neville-slægten. Den 22. maj 1455 i Det 1. slag ved St. Albans, mødtes kongens styrker mod de styrker, der var loyale over for hertugen af York, i det, der er blevet beskrevet som det første slag under Rosekrigene. Slaget var en total sejr for den York-fraktionen og førte til endnu en omvæltning af den politiske situation. Kongen blev taget til fange, og Somerset blev dræbt. Northumberland var også blandt ofrene og blev begravet i den nærliggende St Albans Abbey. Et formodning af en samtidig krønikeskriver og støttet af nutidens historikere siger, at det egentlige formål med slaget var at gøre personlige regnskaber op. Da York og Salisbury havde dræbt henholdsvis Somerset og Northumberland, var slaget i realiteten forbi.

## Godser og familie
Percy-familiens godser var primært placeret i de nordlige dele af Yorkshire, Northumberland og Cumberland. Selvom titlen blev genoprettet i 1416, og Percy-godserne blev officielt genskænket, betød dette ikke den øjeblikkelige tilbagelevering af alle familiens ejendele. Langvarige juridiske kampe fulgte, især med John, hertug af Bedford. Selv ved hans død havde Northumberland ikke genvundet alle de godser, som hans bedstefar engang havde haft.
I Northumberlands ægteskab med Eleanor Neville fødtes mindst ti børn. Henry Percy blev efterfulgt af sin søn Henry Percy, 3. jarl af Northumberland, der selv faldt i kamp i Rosekrigene i Slaget ved Towton den 29. marts 1461. 
| Navn                                   | Fødselsdato                          | Dødsdato          | Bemærkninger |
| -------------------------------------- | ------------------------------------ | ----------------- | --- |
| John Percy                             | 8. juli 1418                         | -                 | |
| Henry Percy, 3. jarl af Northumberland | 25. juli 1421                        | 29. marts 1461    | Dræbt i Slaget ved Towton                                                                                              |
| Thomas Percy, 1. baron Egremont        | 29. november 1422                    | 10. juli 1460     | Dræbt i Slaget ved Northampton                                                                                         |
| Lady Katherine Percy                   | 28. maj 1423                         | Efter 1475        | Gift med Lord Edmund Grey, 1. jarl af Kent                                                                             |
| George Percy                           | 24. juli 1424                        | 14. november 1474 | Rektor for Rothbury og Caldbeck                                                                                        |
| Sir Ralph Percy                        | 1425                                 | 25. april 1464    | Dræbt i Slaget ved Hedgeley Moor                                                                                       |
| Sir Richard Percy                      | 1426/27                              | 29. marts 1461    | Dræbt i Slaget ved Towton                                                                                              |
| William Percy                          | 7. april 1428                        | 26. april 1462    | Biskop af Carlisle |
| Joan Percy                             | 1430                                 | 1482              | en nonne i Whitby |
| Anne Percy                             | 3. februar, sandsynligvis efter 1428 | 5. juli 1522      | Gift med Sir Lawrence Raynesford og Sir Hugh Vaughan. Afbildet i et farvet glas ved Holy Trinity Church, Long Melford. |

## Fodnoter
a. ^Selvom Dictionary of National Biography skriver året 1394, giver andrer kilder hans fødselsår til at være 1393.

b. ^Dette var en ny oprettelse, for at understrege at den første jarls fratagelse af ære, liv og gods ikke var blevet annulleret.